# Spiel- und Erlebnisbrunnen

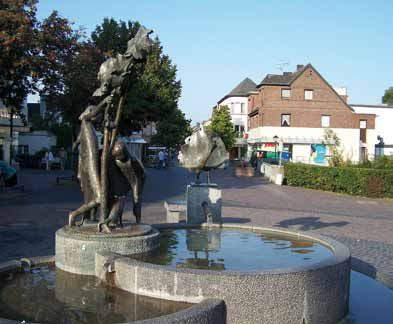
Der Spiel- und Erlebnisbrunnen in Bergheim

Der Spiel- und Erlebnisbrunnen befindet sich in der Mitte der Fußgängerzone der Kreisstadt Bergheim auf dem Hubert-Rheinfeld-Platz.

## Geschichte und Architektur
Den Spiel- und Erlebnisbrunnen  schuf der Aachener Bildhauer Wolfgang Binding im Jahr 1984 aus Granit und Bronze in Zusammenarbeit mit dem Aachener Steinmetz Bruno Schwarzenberg. Zu sehen sind vier mit einer Katze spielende Kinder, die sich in Kreisform vor einem jungen Baum gruppieren. Von der Katze, die mit dem Schwanz den Fuß des Baumes berührt, führt ein kompositorischer Bogen über die gestaffelten Kopfhöhen der Kinder zurück zum Baum, an dessen Stamm sich das älteste Kind mit ausgestrecktem Arm festhält. Mensch und Tier sind in gemeinsamer spielerischer Handlung vereint, mit sich und der Natur in Einklang. Binding will damit das zweckfreie Tun des Menschen verkörpern. Das Prinzip der Spiralbogenführung setzt sich in den kreisförmigen Brunnenbecken fort, die abgetreppt um den zentralen Zylinder herumgeführt sind und deren Wasser sich zu einem Kreislauf schließen. Zum Brunnen gehört auch ein stolzer Bronze-Pfau.
Insbesondere in der Sommerzeit nutzen ihn Kinder als Spielgelegenheit. 